# Secret (песня)
«Secret» (с англ. — «Тайна») — песня американской певицы Мадонны с альбома 1994 года Bedtime Stories. Композиция стала первым синглом, выпущенным в поддержку альбома. Авторами, продюсерами и аранжировщиками выступали сама Мадонна и Даллас Остин. В песне наблюдается отход от прежнего музыкального стиля Мадонны, так как ранее в ее карьере были в основном громкие танцевальные треки и мелодичные баллады. «Secret» объединила жанры поп и R & B с акустической гитарой, ударными и струнными инструментами.
С обложкой сингла и сопровождающим его музыкальным видео Мадонна провела очередную смену имиджа, на новый стиль её вдохновил образ голливудской актрисы Джин Харлоу. Чёрно-белое видео было снято фотографом Мелоди МакДэниел, а для ремикса видео было несколько переделано Дэном-О-Рамой (Dan-O-Rama).

## Британский CD-сингл 1
1. Secret (Edit)
2. Let Down Your Guard (Rough Mix Edit)
3. Secret (Instrumental)
4. Secret (LP Version)

## Британский CD-сингл 2
1. Secret (Junior’s Luscious Single Mix)
2. Secret (Junior’s Extended Luscious Club Mix)
3. Secret (Junior’s Luscious Dub)
4. Secret (Junior’s Sound Factory Mix)
5. Secret (Junior’s Sound Factory Dub)

## Британский сингл на кассете / Британский 7"-сингл
1. Secret (LP Version)
2. Let Down Your Guard (Rough Mix Edit)

## Американский CD-сингл / Американский сингл на кассете
1. Secret (LP Version)
2. Secret (Instrumental)

## Американский CD-макси-сингл / Американский макси-сингл на кассете
1. Secret (Edit)
2. Secret (Junior’s Luscious Single Mix)
3. Secret (Junior’s Luscious Club Mix)
4. Secret (Junior’s Sound Factory Mix)
5. Secret (Some Bizarre Mix)
6. Secret (Allstar Mix)

## Японский CD-сингл
1. Secret (Junior’s Luscious Single Mix)
2. Secret (Junior’s Extended Luscious Club Mix)
3. Secret (Junior’s Luscious Dub)
4. Secret (Junior’s Sound Factory Mix)
5. Secret (Junior’s Sound Factory Dub)
6. Secret (Some Bizarre Mix)
7. Secret (Allstar Mix)
8. Secret (Edit)

## Позиции в чартах
| Год  | Сингл    | Чарт                                         | Позиция |
| ---- | -------- | -------------------------------------------- | ------- |
| 1994 | «Secret» | Canada                                       | #1      |
| 1994 | «Secret» | Japan                                        | #2      |
| 1994 | «Secret» | Billboard Hot 100                            | #3      |
| 1994 | «Secret» | Australia                                    | #5      |
| 1994 | «Secret» | UK                                           | #6      |
| 1994 | «Secret» | Billboard Adult Contemporary                 | #2      |
| 1994 | «Secret» | Billboard Hot Dance Music/Club Play          | #1      |
| 1994 | «Secret» | Billboard Hot Dance Music/Maxi-Singles Sales | #1      |
| 1994 | «Secret» | Billboard Rhythmic Top 40                    | #9      |
| 1994 | «Secret» | Billboard Top 40 Mainstream                  | #3      |

## Участники записи
| - Мадонна - вокал , автор песни , продюсер - Даллас Остин - автор песни, продюсер, ударные , клавишные - Фред Хорио - программист , звукорежиссёр - Марка "Спайк" Стент - звукорежиссёр - Тони Шимкин - редактор - Джон Гасс - сведение - Элвин Спейтс - сведение | - Томми Мартин - акустическая гитара - Джесси Ливи - струнные, дирижер - Крейг Армстронг - дирижер - Сьюзи Катаяма - дирижер - Фабьен Барон - арт-директор - Патрик Демаршелье - фотограф |